# Cerkiew św. Paraskewy w Czyrnej

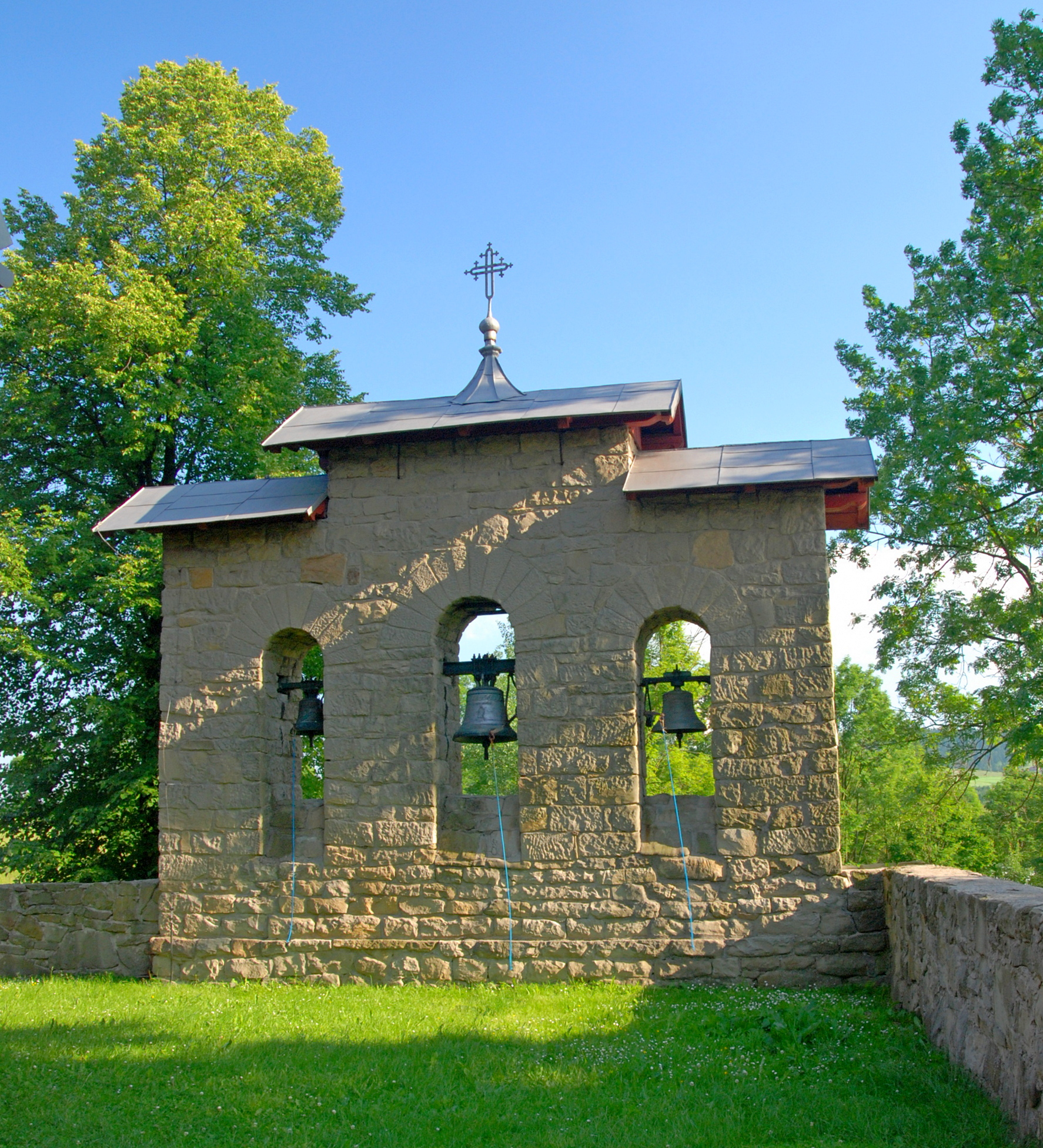
Dzwonnica

Cerkiew św. Paraskewy Męczennicy w Czyrnej – dawna drewniana cerkiew greckokatolicka zbudowana w 1893, znajdująca się w Czyrnej.
Po 1947 zamieniona na kościół rzymskokatolicki i od 1951 pełni funkcję kościoła parafialnego pw. Niepokalanego Serca Najświętszej Maryi Panny. 
Cerkiew znajduje się na Szlaku architektury drewnianej w Województwie Małopolskim. 

## Opis
Zbudowana w 1893 według projektu austriackiego architekta Delavo, z pochodzenia Francuza, o czym informuje tablica pamiątkowa wewnątrz cerkwi. W budowie uczestniczyła cała wieś pod przewodnictwem parocha Antoniego Konstantynowicza. Odnawiana i przebudowana w 1933. W latach 1979–83 przywrócono wnętrzu pierwotny wygląd odnowiono niektóre elementy wyposażenia.
Cerkiew łemkowska, typ epigonalny, orientowana, drewniana, konstrukcji zrębowej. Trójdzielna: wydłużone prezbiterium zamknięte trójbocznie, szeroka nawa, sprawiająca wrażenie transeptu i prostokątny babiniec. Nawa i wsch. część babińca optycznie tej samej wysokości co prezbiterium. Przy prezbiterium od pn. zakrystia. Ściany szalowane pionowym deskowaniem, dachy kryte blachą.
Wieża konstrukcji słupowo-ramowej, lekko pochyła, ze słupami wbudowanymi w zachodnią część wydłużonego babińca, z pseudoizbicą i gzymsem zegarowym bez zegarów.
W bocznych ścianach nawy duże, potrójne okna. Nad oknami ozdobne, zadaszone półkola z okrągłymi okienkami, nawiązujące do gzymsu zegarowego na wieży. Nad nawą spłaszczona kopuła z pseudolatarnią i cebulastym hełmem. Nad wieżą hełm z cebulastą kopułą i latarnią. Nad wschodnią częścią babińca dach dwuspadowy. Nad prezbiterium dach kalenicowy z małą latarnią pozorną. Hełmy nad nawą i wieżą zwieńczone żelaznymi krzyżami.

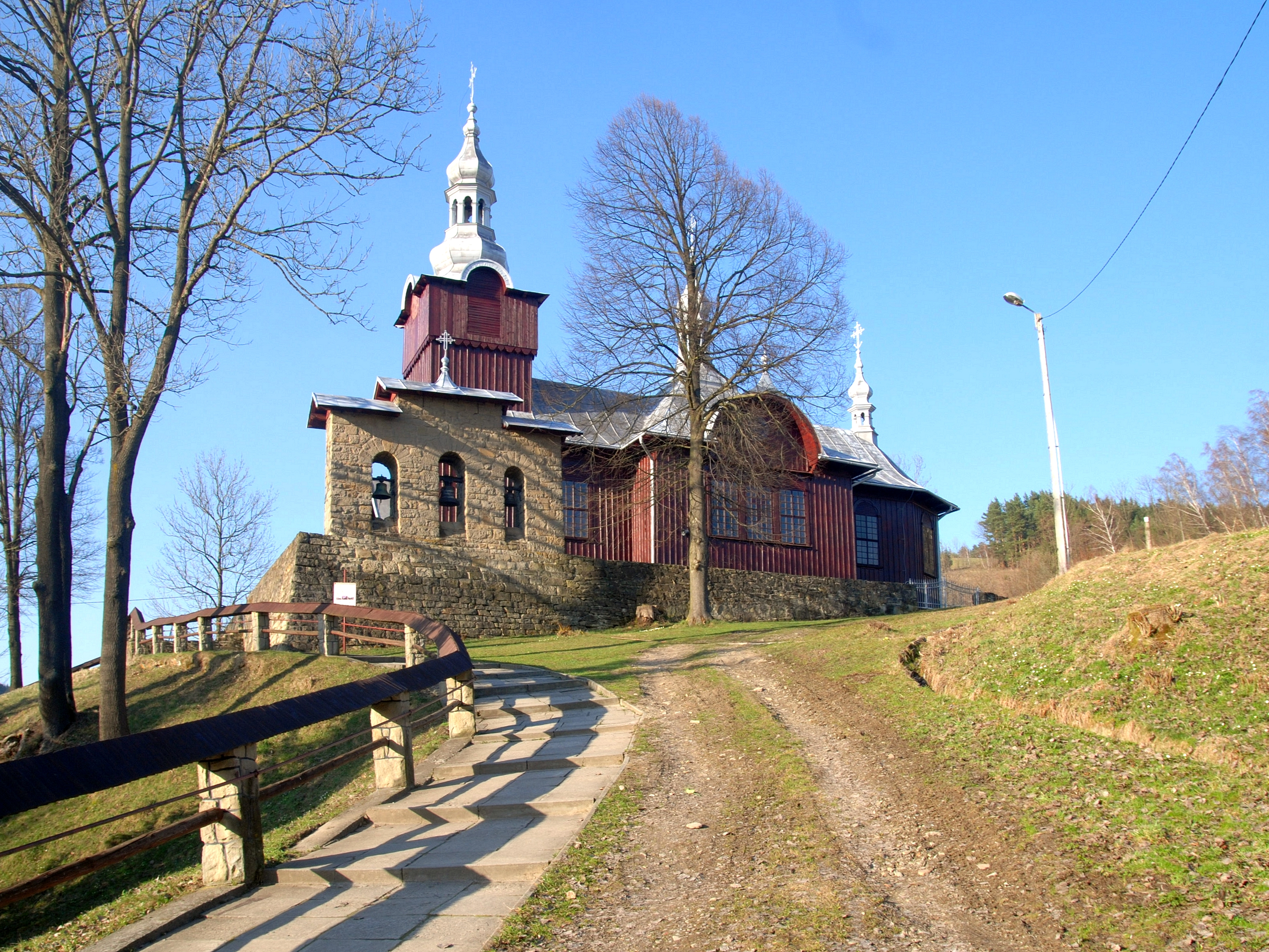
Elewacja południowa
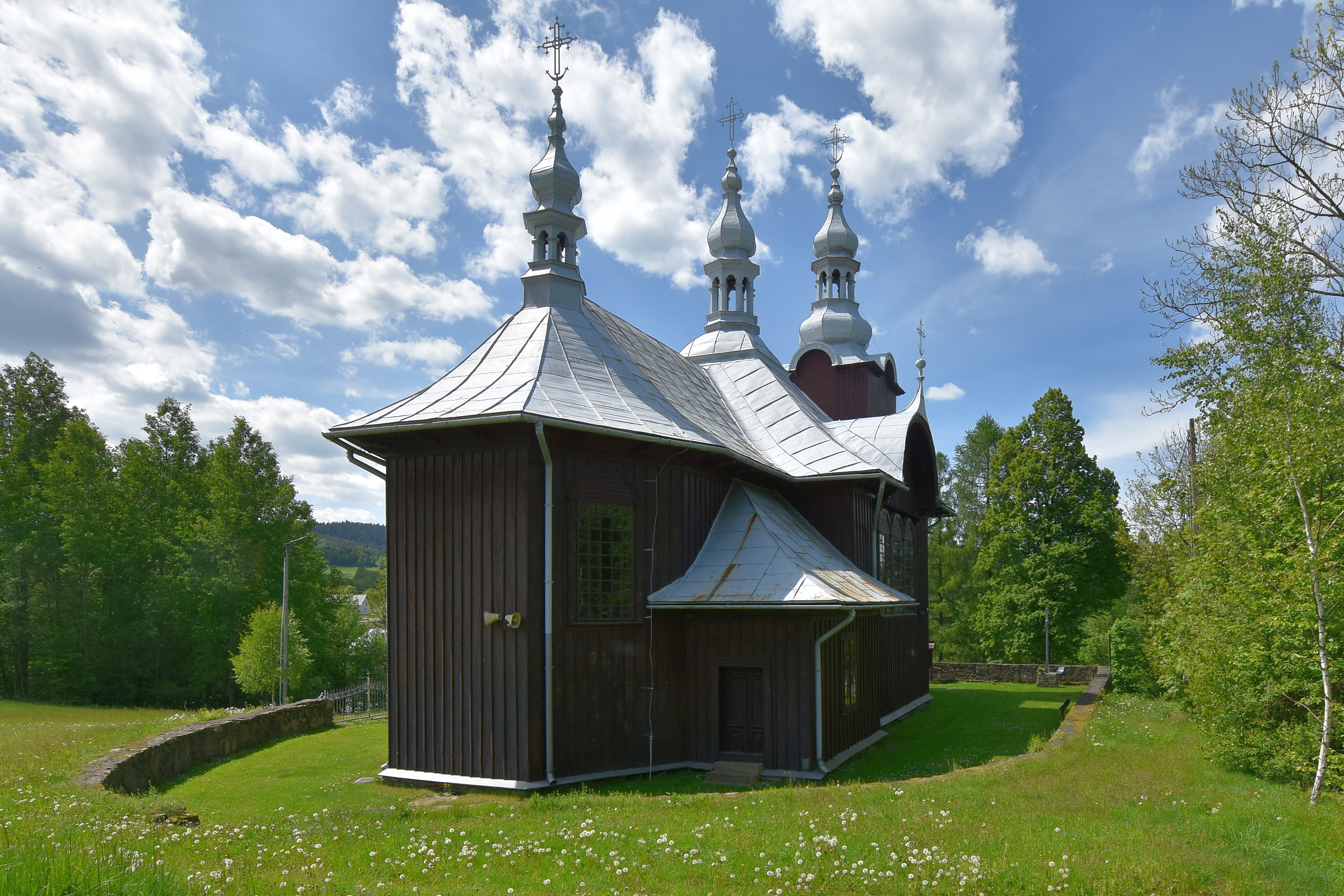
Widok od prezbiterium
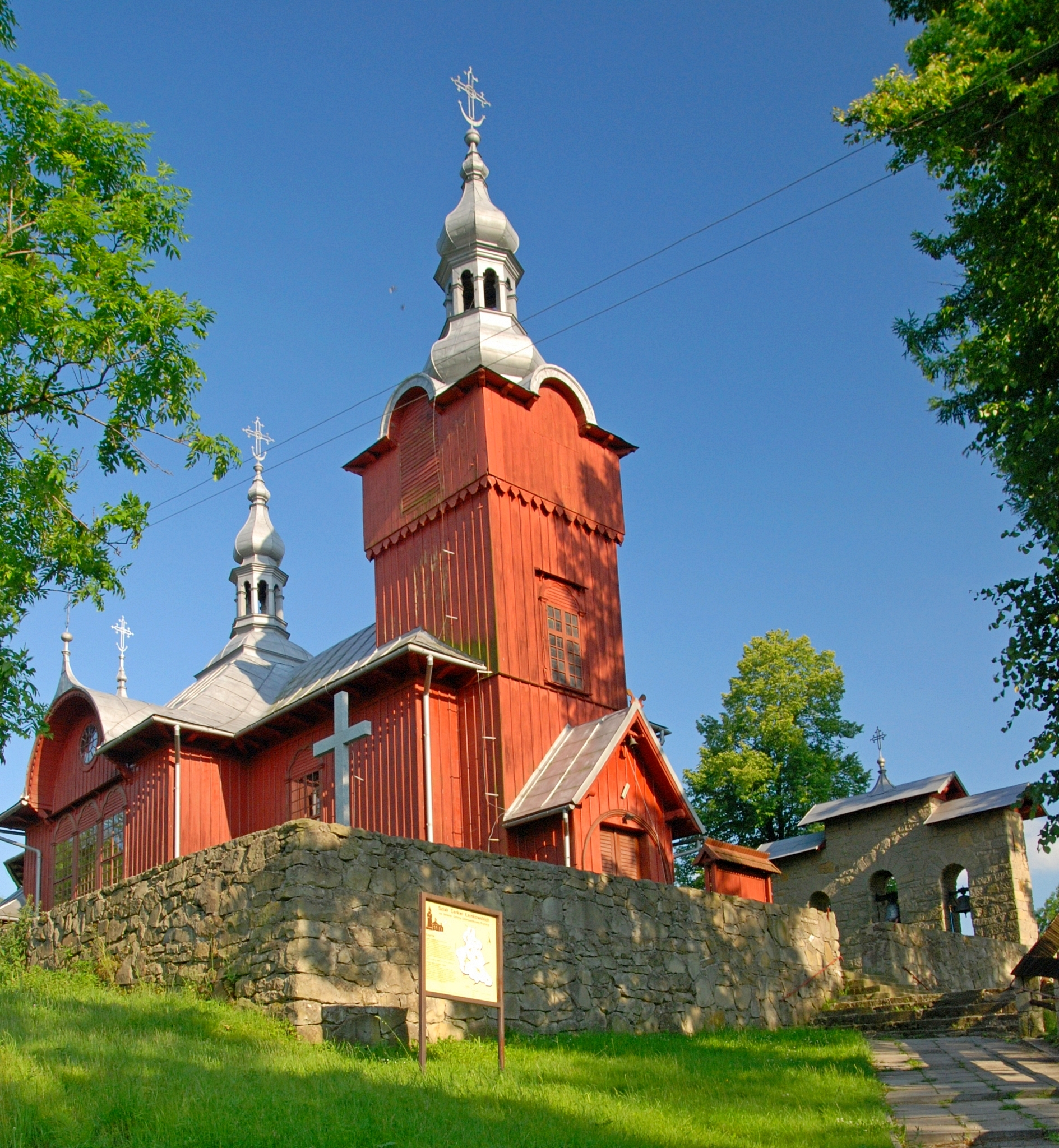
Elewacja frontowa

Nad nawą sklepienie kolebkowe (beczkowe). Ikonostas z XX w., wykonany prawdopodobnie podczas remontu ok. 1933 umieszczony jest w prezbiterium i dzieli je na dwie części. Za ikonostasem ołtarzyk M.B. z Dzieciątkiem. Obok na ścianie ikona rokokowa św. Paraskewy z II poł. XVIII w. Ubrana dostatnio święta trzyma w rękach szablę i palmę męczeństwa. Ikonę znalazł na strychu plebanii ks. Mieczysław Czekaj. Mogła być ufundowana przez konfederatów barskich i namalowana na podobieństwo św. Barbary. W północno-wschodnim narożniku nawy ołtarz barokowy z obrazem Złożenia do Grobu z II poł. XVII w. Obok ołtarza ikona Opieki Bogurodzicy z pocz. XVIII w.; na jej ramie przymocowana korona, jedna z dwóch, jakie przytrzymywano nad głowami nowożeńców podczas zaślubin. Najstarsza ikona, XVII-wieczna Ostatnia Wieczerza w owalnej ramie, pochodząca z poprzedniej cerkwi przechowywana jest w zakrystii.
Przy cerkwi kamienna dzwonnica parawanowa z przełomu XIX i XX. W pobliżu cerkwi znajduje się plebania i spichlerz z XIX w. Ok. 200 m. na północ od cerkwi dawny cmentarz, na którym zachowało się kilka kamiennych nagrobków.